# Margaret Wirth
Margaret Wirth (* 16. März 1943 in Oxford, Großbritannien) ist eine deutsche Hochschullehrerin, Politik- und Wirtschaftswissenschaftlerin.

## Leben
Wirth hat Politikwissenschaft, Geschichte und Ökonomie in München und Berlin studiert. Ihr Diplom schloss sie 1967 an der FU Berlin mit einer Arbeit über Ansätze zur Weiterbildung der Beiträge von Talcott Parsons und Anthony Downs zur Interdependenz wirtschaftlicher und politischer Systeme ab. Ebenda folgte 1971 die Promotion über Die Entwicklung der Theorie des staatsmonopolistischen Kapitalismus als Beitrag zu einer politökonomischen Analyse des Nachkriegskapitalismus. Wirth war von 1973 bis zu ihrer Emeritierung 2006 Professorin für Politikwissenschaft an der Universität Bremen. Ihre Arbeitsschwerpunkte sind Wirtschaftspolitik, das Verhältnis von Staat und Wirtschaft und der Marxismus. Sie gehört zur Redaktion der Zeitschrift GegenStandpunkt.

## Veröffentlichungen
- Kapitalismustheorie in der DDR. Suhrkamp, Frankfurt am Main 1972.
- Zur Funktion einer Kritik der bürgerlichen Ökonomie heute. In: Jürgen Klüver, Frieder Otto Wolf (Hrsg.): Wissenschaftskritik und sozialistische Praxis. Konsequenzen aus der Studentenbewegung. S. Fischer, Frankfurt am Main 1973, ISBN 978-3-436-01750-7.
- Zur Kritik der Theorie des staatsmonopolistischen Kapitalismus. In: Probleme des Klassenkampfs 8/9, 1973 (abgerufen am 4. Juni 2024).
- Sozialstaatsillusion und aktuelle Krise. In: Links. Sozialistische Zeitung. Sozialistisches Büro. Offenbach Mai 1974. S. 15–17.
- Peter von Oertzen, Jörg Huffschmid, Margaret Wirth: Theorie und Praxis der direkten Demokratie. Texte und Materialien zur Räte-Diskussion. VS Verlag für Sozialwissenschaften, Wiesbaden 1985.
- Margaret Wirth, Wolfgang Möhl: Beschäftigung, Globalisierung, Standort. Anmerkungen zum kapitalistischen Verhältnis zwischen Arbeit und Reichtum. Gegenstandpunkt, München 2014, ISBN 978-3-929211-14-6

## Vorträge
- Was will Deutschland, was Europa am Kriegsschauplatz Naher Osten?  (12/2006; MP3; 78,4 MB)
- Familienpolitik in Deutschland  (2007)
- Warum der rationelle Kern der Frauenfrage mit der Forderung nach Gleichberechtigung nicht erledigt ist.  (13. Januar 2009; MP3; 30,9 MB)
- Die Wahl - Eine Sternstunde demokratischer Herrschaft.  (8. September 2009; MP3; 37,8 MB)
- Jahr 5 der Weltfinanzkrise. Imperialistische Geldsorgen - und wie die Völker mit ihnen behelligt werden.  (25. Oktober 2011; MP3; 46,6 MB)
- Krisenpolitik in der EU: Europa soll gesunden durch mehr Armut überall!  (13. Juni 2012; MP3; 37,5 MB)